# Georgius Macropedius
Georgius Macropedius (* Gemert, 23 de Abril de 1487 — 's-Hertogenbosch, 23 de Julho de 1558) foi humanista, escolástico e dramaturgo neolatino. Sua numerosa bibliografia refletem o talento como escritor prolífico. Hécatus é sua obra mais famosa, porém, notabilizou-se com as suas doze comédias. Humanista de vasta cultura, conhecia o latim, o hebraico e o grego, bem como a Bíblia e os escritos dos padres da igreja. Seus livros foram publicados na Holanda, Alemanha, França e Inglaterra. Muitos de seus alunos se tornaram pessoas influentes tais como o filólogo Wilhelm Canter, o helenista Arnoldus Arlenius (1510-1582) e o professor de medicina da Universidade de Leiden Johannes Heurnius.

## Publicações
- Graecarum institutionum rudimenta per tabulas compendiose accurateque perstricta - 1554
- Hecastus, 1539
- Epistolica studiosis traiectinae scholae ... - 1559
- Georgii Macropedii Andrisca Fabula Lepidissima - 1542
- Lazarus Mendicus. [Drama em cinco atos versificados].
- Kalendarivs Georgii Macropedij chirometricus: Eivsdem Compvtvs ... - 1541
- Graecarum institutionum rudimenta - 1542
- Fundamentum scholasticorum ... - 1552
- Josephus, fabula sacra... - 1544
- Nominum & verborum quae in institutionibus grammaticae Georgii Macropedii - 1552